# Uropterygius cyamommatus
Uropterygius cyamommatus — вид вугроподібних риб родини муренових (Muraenidae). Описаний у 2023 році.

## Назва
Видова назва походить від грецьких слів kúamos (біб) та ómma (око), що стосується його маленьких бобоподібних очей.

## Поширення
Вид описаний з дев'яти зразків, що зібрані на острові Різдва (Австралія) та острові Панглао (Філіппіни). мешкає в анхіальних печерах (підземні печери, що з'єднані водяним каналом з океаном; вода у цих печерах морська).

## Опис
Невелика мурена, завдовжки до 36,1 см. Тіло однорідне коричневе. Передня ніздря, зябровий отвір, ротова порожнина і пори голови білуваті. Від інших Uropterygius відрізняється дуже маленькими очима (3,0–4,6% довжини голови), відносно довгим хвостом (56,3–61,1% загальної довжини) і порівняно великою кількістю хребців (загальна кількість хребців 141–149).